# Ludovic Loquet
Pour les articles homonymes, voir Loquet (homonymie).
Ludovic Loquet, né le 4 février 1965 à Ardres, est un homme politique français.
Il est conseiller général puis départemental du Pas-de-Calais depuis 2011 (hormis un interlude entre 2020 et 2021), maire d’Ardres depuis 2008, président de la communauté de communes Pays d'Opale et brièvement député en 2020.

## Biographie

### Famille et vie privée
Il est le fils cadet d'Albert Loquet, vétérinaire et adjoint au maire d'Ardres, et de Bernadette Dauchez. Il est marié et père de deux enfants. Il a été cadre au conseil général du Nord et au conseil général du Pas-de-Calais.

### Parcours politique
Il est candidat pour la première fois aux élections municipales de 2008 à Ardres, qu'il remporte face au maire sortant Bernard Carpentier, en poste depuis 19 ans, et définit son engagement politique comme « le fruit d’une réflexion commencée en 2001 ». Il est réélu dès le premier tour des élections municipales de 2014 avec 69,57 % des voix, puis lors des élections municipales de 2020 où sa liste est seule candidate.
Il poursuit ensuite son parcours en remportant les élections cantonales de 2011 dans le canton d'Ardres sous l'étiquette du Mouvement républicain et citoyen, à nouveau face à Bernard Carpentier, conseiller général sortant sous l'étiquette de l'Union pour un mouvement populaire. Il est réélu lors des élections départementales 2015 dans le nouveau canton de Calais-2 et devient 11e vice-président du conseil départemental du Pas-de-Calais chargé du sport et de l'environnement.
Il devient conseiller communautaire et 1er vice-président de la communauté de communes Pays d'Opale lors de sa création en janvier 2017. Il en devient le président le 5 juin 2020, à la suite du retrait de Marc Médine de la vie politique.
Pour les élections législatives de 2017, il est suppléant de Brigitte Bourguignon, élue députée, et lui succède à l'Assemblée nationale le 7 août 2020, après la nomination de celle-ci au gouvernement Castex. Il déclare cependant ne pas vouloir siéger comme député afin de conserver son mandat de maire d'Ardres et démissionne le 27 septembre 2020. Durant son mandat, il siège sur les bancs des non-inscrits.
Remplaçant Brigitte Bourguignon, il se retrouve en situation de cumul des mandats et est contraint d'abandonner son poste de conseiller départemental en septembre 2020, au profit de Marc Médine,. Il retrouve ce mandat à la suite des élections départementales de 2021, et devient 8e vice-président du conseil départemental.

## Détail des mandats et fonctions

### Mandats actuels
- Depuis le 16 mars 2008 : conseiller municipal d'Ardres.
- Depuis le 18 mars 2008 : maire d'Ardres[21],[22],[23].
- Depuis le 1er janvier 2017 : conseiller communautaire du Pays d'Opale.
- Depuis le 5 juin 2020 : président de la communauté de communes Pays d'Opale.
- Depuis le 1er juillet 2021 : conseiller départemental du Pas-de-Calais.
- Depuis le 1er juillet 2021 : 8e vice-président du conseil départemental du Pas-de-Calais.

### Anciens mandats
- 27 mars 2011 – 28 mars 2015 : conseiller général du Pas-de-Calais.
- 29 mars 2015 – 5 septembre 2020 : conseiller départemental du Pas-de-Calais.
- 17 avril 2014 – 31 décembre 2016 : 1er vice-président de la communauté de communes des Trois Pays.
- 9 janvier 2017 – 4 juin 2020 : 1er vice-président de la communauté de communes Pays d'Opale.
- 2 avril 2015 – 5 septembre 2020 : 11e vice-président du conseil départemental du Pas-de-Calais.
- 7 août – 27 septembre 2020 : député du Pas-de-Calais.